# Réaumur (Vendée)
Pour les articles homonymes, voir Réaumur.
Réaumur est une commune française située dans le département de la Vendée, en région Pays de la Loire.

## Géographie
Réaumur est située à l'est du département de la Vendée, au cœur du Bocage vendéen ; la commune est vallonnée, bordée de bois et de haies bocagères.
Le territoire municipal de Réaumur s’étend sur 2 224 hectares. L'altitude allant de 98 mètres à 187 mètres sur le massif granitique de la commune, l'altitude moyenne est de 144 mètres,.
Le ruisseau du Beugnon y prend sa source pour se jeter dans le fleuve le Lay.
| Pouzauges            | Montournais La Meilleraie-Tillay                     | Menomblet              |
| Chavagnes-les-Redoux | Réaumur                                              | Saint-Pierre-du-Chemin |
| Tallud-Sainte-Gemme  | Saint-Germain-l'Aiguiller (Mouilleron-Saint-Germain) | Cheffois               |

### Climat
Pour des articles plus généraux, voir Climat des Pays de la Loire et Climat de la Vendée.
En 2010, le climat de la commune est de type climat océanique altéré, selon une étude du CNRS s'appuyant sur une série de données couvrant la période 1971-2000. En 2020, Météo-France publie une typologie des climats de la France métropolitaine dans laquelle la commune est exposée à un climat océanique et est dans une zone de transition entre les régions climatiques « Bretagne orientale et méridionale, Pays nantais, Vendée » et « Poitou-Charentes ». 
Pour la période 1971-2000, la température annuelle moyenne est de 11,6 °C, avec une amplitude thermique annuelle de 14,4 °C. Le cumul annuel moyen de précipitations est de 852 mm, avec 12,9 jours de précipitations en janvier et 6,6 jours en juillet. Pour la période 1991-2020, la température moyenne annuelle observée sur la station météorologique de Météo-France la plus proche, « St-Fulgent_sapc », sur la commune de Saint-Fulgent à 32 km à vol d'oiseau, est de 12,6 °C et le cumul annuel moyen de précipitations est de 815,9 mm,. Pour l'avenir, les paramètres climatiques de la commune estimés pour 2050 selon différents scénarios d'émission de gaz à effet de serre sont consultables sur un site dédié publié par Météo-France en novembre 2022.

## Urbanisme

### Typologie
Au 1er janvier 2024, Réaumur est catégorisée commune rurale à habitat dispersé, selon la nouvelle grille communale de densité à sept niveaux définie par l'Insee en 2022.
Elle est située hors unité urbaine. Par ailleurs la commune fait partie de l'aire d'attraction de Pouzauges, dont elle est une commune de la couronne,. Cette aire, qui regroupe 7 communes, est catégorisée dans les aires de moins de 50 000 habitants,.

### Occupation des sols
L'occupation des sols de la commune, telle qu'elle ressort de la base de données européenne d’occupation biophysique des sols Corine Land Cover (CLC), est marquée par l'importance des territoires agricoles (92,3 % en 2018), une proportion identique à celle de 1990 (92,3 %). La répartition détaillée en 2018 est la suivante : 
terres arables (38,4 %), zones agricoles hétérogènes (29,6 %), prairies (24,2 %), forêts (6,1 %), zones urbanisées (1,6 %). L'évolution de l’occupation des sols de la commune et de ses infrastructures peut être observée sur les différentes représentations cartographiques du territoire : la carte de Cassini (XVIIIe siècle), la carte d'état-major (1820-1866) et les cartes ou photos aériennes de l'IGN pour la période actuelle (1950 à aujourd'hui).

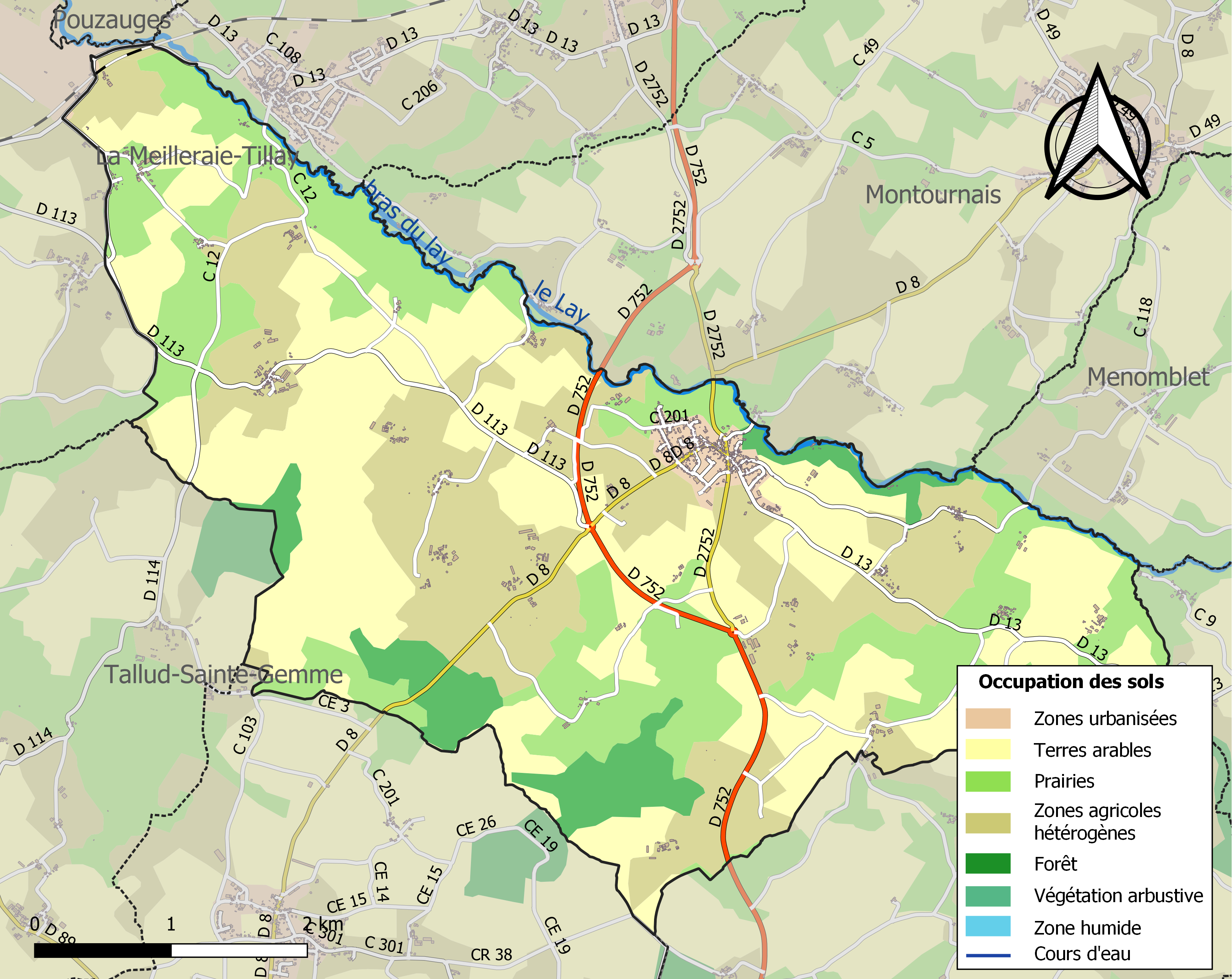
Carte des infrastructures et de l'occupation des sols de la commune en 2018 (CLC).

## Histoire
Le nom de Réaumur est apparu vers 1700. Auparavant, il y a eu différents noms (Rioumou  vers 1220, Riomur  vers  1390.  Jusqu'au  milieu du  XVIe siècle, Ryaulmeur, Réaulmeur). Aujourd'hui encore, on peut entendre certains habitants parler de « Riomou ».[réf. nécessaire]
Dans le bourg de Réaumur sur le terrain de la vieille demeure de la Haute Cour, se trouve un souterrain refuge extrêmement complet avec notamment un accès dans un puits, de nombreuses salles et systèmes de défense passive,. Il a été découvert inopinément vers 1830.

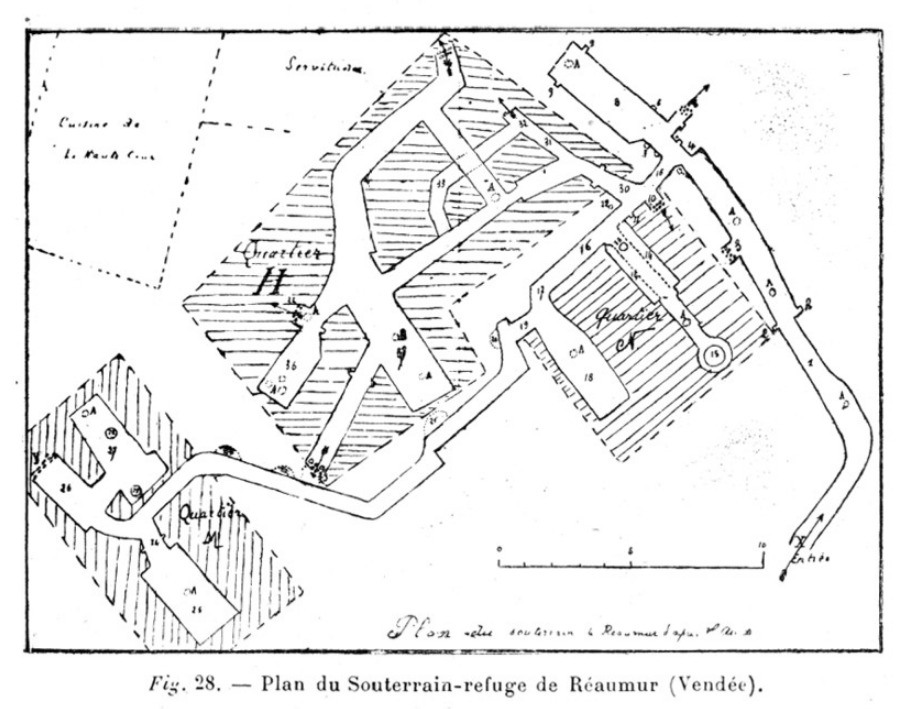
Souterrain-refuge de Réaumur, plan[15].

Réaumur a donné son nom au célèbre physicien et naturaliste René-Antoine Ferchault de Réaumur, connu pour avoir inventé le thermomètre à alcool et pour ses recherches très diverses (métaux, insectes…).

## Héraldique et devise
| Blason | Blasonnement : D'azur à la bande d'argent, accompagnée en chef d'une chapelle d'argent, maçonnée de sable, en perspective, portail à senestre, et en pointe d'une fleur de lys d'or. |

Devise
La devise de Réaumur : Inventor Meus Dominus Fuit.

## Politique et administration

### Liste des maires
| Période           | Période                         | Identité                    | Étiquette | Qualité |
| ----------------- | ------------------------------- | --------------------------- | --------- | --- |
| 1797              | Germinal an XI (1800)           | Jean-Charles Vexiau         |           | Conseiller du roi |
| Germinal an XI    | Thermidor an XIII (1802)        | Joseph Perrineau            |           | |
| Thermidor an XIII | Septembre 1815                  | Pierre-Joseph Audé          |           | |
| Septembre 1815    | Août 1830                       | Jean-Joseph-François Vexiau |           | |
| Septembre 1830    | Janvier 1842                    | Jean-Pierre Baudry          |           | |
| Février 1842      | Juillet 1852                    | Charles Vexiau              |           | |
| 1852              | 1871                            | Victorien Audé              |           | |
| Avril 1871        | 1929                            | Raoul de Vexiau             |           | Conseiller général (1892-1828), élu dans le canton de Pouzauges Président du conseil général (1918-1920)                                        |
| 1929              | 1945                            | Jean de Tinguy de Vexiau    |           | Fils adoptif du précédent (après 1919) |
| 1945              | Mars 1964                       | François Bretaudeau         |           | |
| 1965              | 1969                            | René Marot                  |           | |
| 1969              | Printemps 1995                  | Rémy Bétou                  |           | |
| Printemps 1995    | 8 février 2017 (démissionnaire) | James Louis                 | DVD       | Ouvrier charcutier Chef d’une entreprise de charcuterie (jusqu’en 2002) Président de la communauté de communes du Pays-de-Pouzauges (2014-2016) |
| 14 avril 2017     | 18 mai 2020                     | Joël Parpaillon             |           | Cadre dans l’industrie agro-alimentaire à la retraite                                                                                           |
| 18 mai 2020       | En cours                        | Céline Reveau               |           | Professeure des écoles |

## Population et société

### Démographie

#### Évolution démographique
L'évolution du nombre d'habitants est connue à travers les recensements de la population effectués dans la commune depuis 1793. Pour les communes de moins de 10 000 habitants, une enquête de recensement portant sur toute la population est réalisée tous les cinq ans, les populations de référence des années intermédiaires étant quant à elles estimées par interpolation ou extrapolation. Pour la commune, le premier recensement exhaustif entrant dans le cadre du nouveau dispositif a été réalisé en 2005.

En 2022, la commune comptait 861 habitants, en évolution de −0,92 % par rapport à 2016 (Vendée : +5,33 %, France hors Mayotte : +2,11 %).
| 1793 | 1800 | 1806 | 1821 | 1831 | 1836 | 1841 | 1846 | 1851 |
| ---- | ---- | ---- | ---- | ---- | ---- | ---- | ---- | ---- |
| 700  | 505  | 539  | 663  | 672  | 690  | 666  | 808  | 835  |

| 1856 | 1861 | 1866 | 1872 | 1876 | 1881 | 1886 | 1891 | 1896 |
| ---- | ---- | ---- | ---- | ---- | ---- | ---- | ---- | ---- |
| 812  | 786  | 806  | 833  | 895  | 871  | 919  | 943  | 912  |

| 1901 | 1906 | 1911 | 1921 | 1926 | 1931 | 1936 | 1946 | 1954 |
| ---- | ---- | ---- | ---- | ---- | ---- | ---- | ---- | ---- |
| 870  | 890  | 888  | 871  | 855  | 855  | 827  | 808  | 773  |

| 1962 | 1968 | 1975 | 1982 | 1990 | 1999 | 2005 | 2006 | 2010 |
| ---- | ---- | ---- | ---- | ---- | ---- | ---- | ---- | ---- |
| 794  | 771  | 720  | 714  | 736  | 746  | 762  | 779  | 814  |

| 2015 | 2020 | 2022 | - | - | - | - | - | - |
| ---- | ---- | ---- | - | - | - | - | - | - |
| 818  | 862  | 861  | - | - | - | - | - | - |

#### Pyramide des âges
En 2018, le taux de personnes d'un âge inférieur à 30 ans s'élève à 32,9 %, soit au-dessus de la moyenne départementale (31,6 %). À l'inverse, le taux de personnes d'âge supérieur à 60 ans est de 25,2 % la même année, alors qu'il est de 31,0 % au niveau départemental.
En 2018, la commune comptait 429 hommes pour 434 femmes, soit un taux de 50,29 % de femmes, légèrement inférieur au taux départemental (51,16 %).
Les pyramides des âges de la commune et du département s'établissent comme suit.
| Hommes | Classe d’âge | Femmes |
| ------ | ------------ | ------ |
| 0,9    | 90 ou +      | 0,8    |
| 6,2    | 75-89 ans    | 9,5    |
| 16,6   | 60-74 ans    | 16,4   |
| 20,9   | 45-59 ans    | 19,0   |
| 21,6   | 30-44 ans    | 22,1   |
| 15,7   | 15-29 ans    | 13,4   |
| 18,1   | 0-14 ans     | 18,8   |

| Hommes | Classe d’âge | Femmes |
| ------ | ------------ | ------ |
| 0,8    | 90 ou +      | 2,2    |
| 8,7    | 75-89 ans    | 11,1   |
| 20,3   | 60-74 ans    | 21,3   |
| 20     | 45-59 ans    | 19,4   |
| 17,5   | 30-44 ans    | 16,8   |
| 15     | 15-29 ans    | 13,2   |
| 17,7   | 0-14 ans     | 16,1   |

## Vie locale
Aujourd'hui Réaumur est une commune comprenant de nombreuses associations sportives (football, pétanque, fléchettes, marche) culturelles (CAREA, musique) ou de vie commune (foyer de jeunes, club de seniors). La commune et ses habitants vie au rythme des manifestations et fêtes organisées par les diverses associations, notamment la fête du chocolat, veritable institution dans la commune, qui draine plusieurs milliers de personnes.

## Lieux et monuments
- Manoir des Sciences de Réaumur.
- Château de Réaumur, du XVIIe siècle.
- Château de la Haute-Cour avec souterrains-refuges.
  - Époque médiévale : le souterrain de la Haute-Cour, situé dans le bourg présente un plan complexe avec de nombreux couloirs mais également un accès grâce à un puits à eau.
- Château du Lac, du style moderne néo-gothique.
- Le Prieuré St Pierre et ses jardins.
- Église fortifiée du XVe siècle et vestiges antérieurs romans : chœur avec chevet fortifié, chapiteaux sculptés, culs-de-lampe sculptés, ornés de têtes.
- Chapelle Sainte-Marie et fontaine sacrée.
- Lavoir.

## Personnalités liées à la commune
- René-Antoine Ferchault de Réaumur
- Raoul de Vexiau
- Léon Audé (1815-1870), maire de La Roche-sur-Yon et historien local, né à Réaumur le 23 septembre 1815.

## Pour approfondir